# Principauté de Moldavie
Pour les articles homonymes, voir Moldavie (homonymie).
1359-–1859
Entités précédentes :
- Duchés slavo-roumains vassaux soit de la Galicie, soit de la Hongrie, soit des Tatars

Entités suivantes :
- Roumanie (moitié ouest) et Russie (moitié est)

La principauté de Moldavie (1359–1859) est un État européen historique. Avec celle de Valachie et celle de Transylvanie, c'est l'une des trois principautés médiévales à population roumanophone. Avec la Valachie, c'est aussi l'une des deux « principautés danubiennes ». La Moldavie en tant que région historique couvrait un territoire aujourd'hui partagé entre trois États modernes : la Roumanie, la Moldavie et l'Ukraine. Son histoire constitue une période importante du passé de la république de Moldavie et de la Roumanie qui en revendiquent toutes deux la culture, les souverains, le patrimoine littéraire et les monuments (dont certains se trouvent aujourd'hui en Ukraine). Elle avait une législation (Pravila), une armée (Oastea), une flotte sur le Danube (Bolozanele) et un corps diplomatique (Logofeții) : ce n'était donc pas, comme le représentent de façon inexacte de nombreux ouvrages historiques modernes, une province turque ou polonaise, mais une principauté d'abord indépendante, ensuite autonome, vassale seulement tantôt des rois de Pologne, tantôt du sultan ottoman de Constantinople.

## Préhistoire
L'implantation humaine date du Paléolithique, mais, en dehors des rives des principaux cours d'eau (Siret, Prut, Răut et Dniestr), elle a été sporadique en raison du climat (périodes de sécheresse pluriannuelle) et d'invasions venues des steppes de l'est (peuples de cavaliers nomades). Les deux phénomènes sont d'ailleurs liés. La végétation aussi a évolué selon ces aléas : lors des périodes plus humides à peuplement sédentaire, les forêts (codri), les prés (pășuni) et les cultures (ogoare) progressaient, tandis que lors des périodes sèches à passage de peuples nomades, c'étaient les steppes à chardons. À chaque période sèche, les populations autochtones, à commencer par les Gétodaces et parmi ceux-ci, les Carpiens (qui ont laissé leur nom aux Carpates) et en finissant par les Moldaves actuels, se sont réfugiées sur les piémonts des Carpates orientales ou dans le Codru (plus arrosés en raison de leur altitude), puis, les pluies revenues, ont repeuplé le pays en creusant des puits et en refondant des villages et des villes, tout en assimilant au passage les minorités installées lors des invasions.

## Antiquité
La Moldavie était, dans l'Antiquité, peuplée par des Thraces septentrionaux : les Tyragètes, qui subissaient (comme en témoigne l'archéologie) l'influence commerciale et culturelle des colons grecs pontiques de Tyras et de Harpis, sur la mer Noire.
Elle passe sous influence romaine pendant un siècle et demi, en tant que marche septentrionale de la province de Mésie. Au IIIe siècle, des peuples germaniques venus du nord : Bastarnes, Ostrogoths et Gépides, y passent, soumis pendant un temps à l'Empire hunnique. Les derniers Thraces non-romanisés, les Carpiens, quittent alors le pays pour se réfugier dans les Balkans, et les linguistes pensent qu'ils sont entrés dans l'ethnogénèse des actuels Albanais.

## Antiquité tardive et grandes invasions
À partir du IVe siècle, les Thraces romanisés vécurent essentiellement de pastoralisme sur les territoires des actuelles Moldavie, Roumanie, Bulgarie et Serbie, de sorte qu'autour des massifs montagneux et dans les posade, leur langue romane a perduré au milieu de divers peuples migrateurs dont les plus importants furent les Slaves, les Magyars, les Petchénègues, les Iasses, les Coumans et les Mongols de la Horde d'or. Les Slaves, notamment les Antes, les Tivertses, les Oulitches et les Brodniks (en), se sont alors mêlés aux Thraces romanisés, leur léguant un important lexique slave présent dans la langue roumaine ancienne. Au XIIe siècle sont mentionnés en Moldavie les « Volochovènes », population probablement issue de ces mélanges, dont le nom semble avoir la même étymologie que « Valaques », et où l'historiographie russe situe l'origine des Moldaves. L'avant-dernière grande invasion ayant dépeuplé le pays (mentionné comme loca deserta ou terra sine incolis sur les cartes de l'époque) fut celle des Tatars/Mongols au XIIIe siècle, puis le repeuplement moldave s'est effectué au XIVe siècle, conclu en 1359 par l'unification des petits voïvodats en une principauté de Moldavie.

## Formation du voïvodat moldave

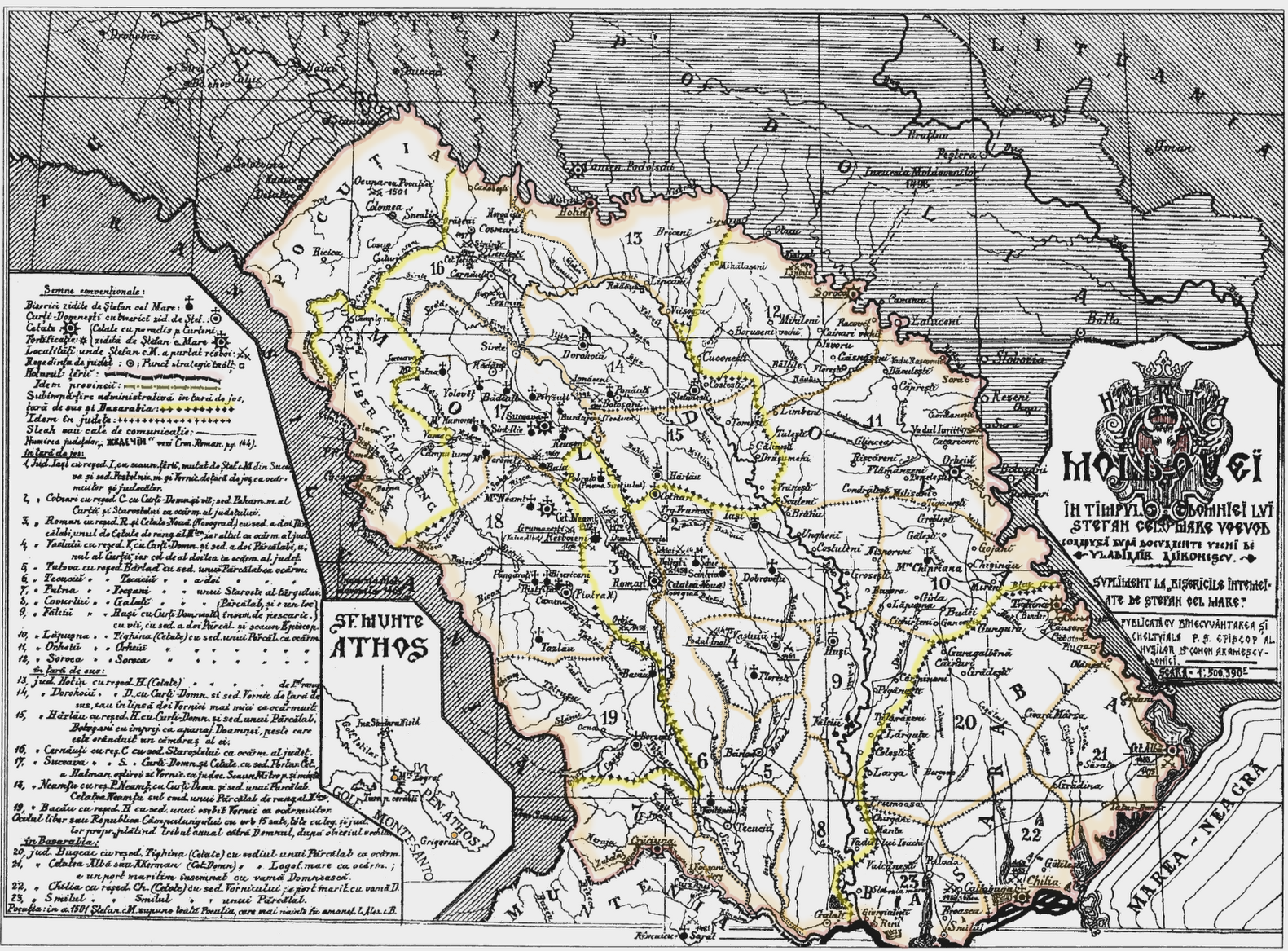
La Moldavie sous le règne de Stefan cel Mare

Selon Nicolae Chetraru, le voïvodat moldave n'a pu se former que parce qu'il comportait, dès le XIe siècle, une population slavo-valaque sédentaire nommée, dans les chroniques russes, « Volochovènes ». En 1247, le Diplôme des Chevaliers de Saint-Jean décrit à l'est des Carpates un voïvode valaque, tributaire du Khan tatar de la Horde d'or. En 1277 les voïvodes Litovoi et Bărbat affirment leur autonomie face à leurs suzerains ruthènes de la principauté de Galicie-Volhynie voisine qui les aide à se défendre contre les raids mongols et tatars (au moyen de forteresses en bois comme celles de Vasilău, Hotin, Orheiu Vechi, Hansca et Pereseceni).
Le recul des Tatars de la Horde d'or favorise, dans les premières années du XIVe siècle, l'émergence d'une autonomie moldave : les chroniques allemandes évoquent un pays des Valaques (Wlachenlant) conduit par un voïvode dans le Nord de la Moldavie.
Au XIIIe siècle la Moldavie est une fédération de petits duchés vassaux de la Galicie et/ou de la Hongrie, parsemée de petits bourgs fortifiés comme Baia (civitas Moldaviæ), Suceava, Aski (aujourd'hui Iași ou Jassy, qui tire son nom des Iasses) et Bârlad. La Hongrie était aussi présente dans la future Moldavie avec les colons csangos, à proximité de la rivière Siret, et postait des garnisons sur le chemin des invasions tatares : c'est l'origine des toponymes tels que Miclăușeni (Miklósfalu), Orhei (Varhély), Chișinău (kis-jenő : le « petit flanc ») ou Ciobruci (forme russifiée de Ciubărciu, de csupór, la « baratte »). La route commerciale le long du Siret, qui reliait le Nord de l'Europe aux bouches du Danube, a joué un rôle important dans le développement économique et politique de ces territoires. Les villes moldaves se développent, dont Baia, mentionnée au XIVe siècle comme fief de Dragoș de Bedeu, un voïvode originaire du Maramureș, vassal du roi de Hongrie, Louis d'Anjou. Ce dernier avait organisé ce fief dans le bassin de la rivière Moldova, à la suite d'une expédition en 1343–1345 à l'est des Carpates, en vue de renforcer l'influence hongroise face aux Tatars et aux Galiciens.
Mais les Moldaves s'unissent contre Dragoș et lui préfèrent Bogdan de Dolha, lui aussi voïvode originaire du Maramureș mais opposé à la suzeraineté hongroise. Après plusieurs années de guérilla, en 1359, Bogdan est reconnu par les Moldaves comme prince à la place des descendants de Dragoș, qui doivent retourner au Maramureș. La cité de Baia devient capitale de la fédération en 1359 sous le sceptre de Bogdan, désormais appelé Bogdan Ier le Fondateur (Bogdan Întemeietorul). Cette fédération de cnésats devient alors un voïvodat gouverné par des voïvodes, tandis que les anciens cnésats deviennent des comtés (ținuturi), gouvernés par les grandes familles de boyards.
Ce regroupement au XIVe siècle des seigneuries moldaves situées entre Carpates, Dniestr et mer Noire, vassales de la Galicie ou des Tatars au XIIIe siècle, est parallèle à celui qui a lieu dans la Valachie voisine, dont les seigneurs étaient vassaux de la Hongrie. Tous ces petits duchés avaient repris les couleurs (or et sinople à six fasces) du royaume bulgaro-valaque (1186–1261, fondé par les dynasties Deleanu, Caloian et Asan dans les actuelles Roumanie, Moldavie, Bulgarie et Macédoine) dont ils se considéraient les héritiers. D'abord appelée Bogdania ou Bogdano-Valachie, la principauté de Moldavie s'étend des Carpates au Dniestr et de la Pocoutie aux bouches du Danube et à la mer Noire.
Le roi de Hongrie, Louis Ier, ne renonce pas de bon gré à sa souveraineté sur le pays moldave à l'est des Carpates, et ce qui s'était passé en 1330 en Valachie se répète en 1364–1365 en Moldavie. Louis Ier de Hongrie organise une expédition pour soumettre la Moldavie et remplacer Bogdan, mais il n'y réussit pas, l'État moldave s'étant consolidé économiquement et démographiquement, et étant mieux organisé politiquement et militairement.
Sur le plan héraldique, les armoiries de la Moldavie médiévale sont le plus souvent de gueules portant tête d'aurochs d'or, entourés du soleil d'or entre ses cornes, d'une rose d'or à cinq pétales à sa gauche et d'un croissant de lune à sa droite. Une variante dérivée de ces armoiries circule dans les sources secondaires, avec une étoile à la place du soleil, et une erreur fréquente dans les exégèses est que la tête d'aurochs est prise pour une tête de bison d'Europe.

## Histoire médiévale

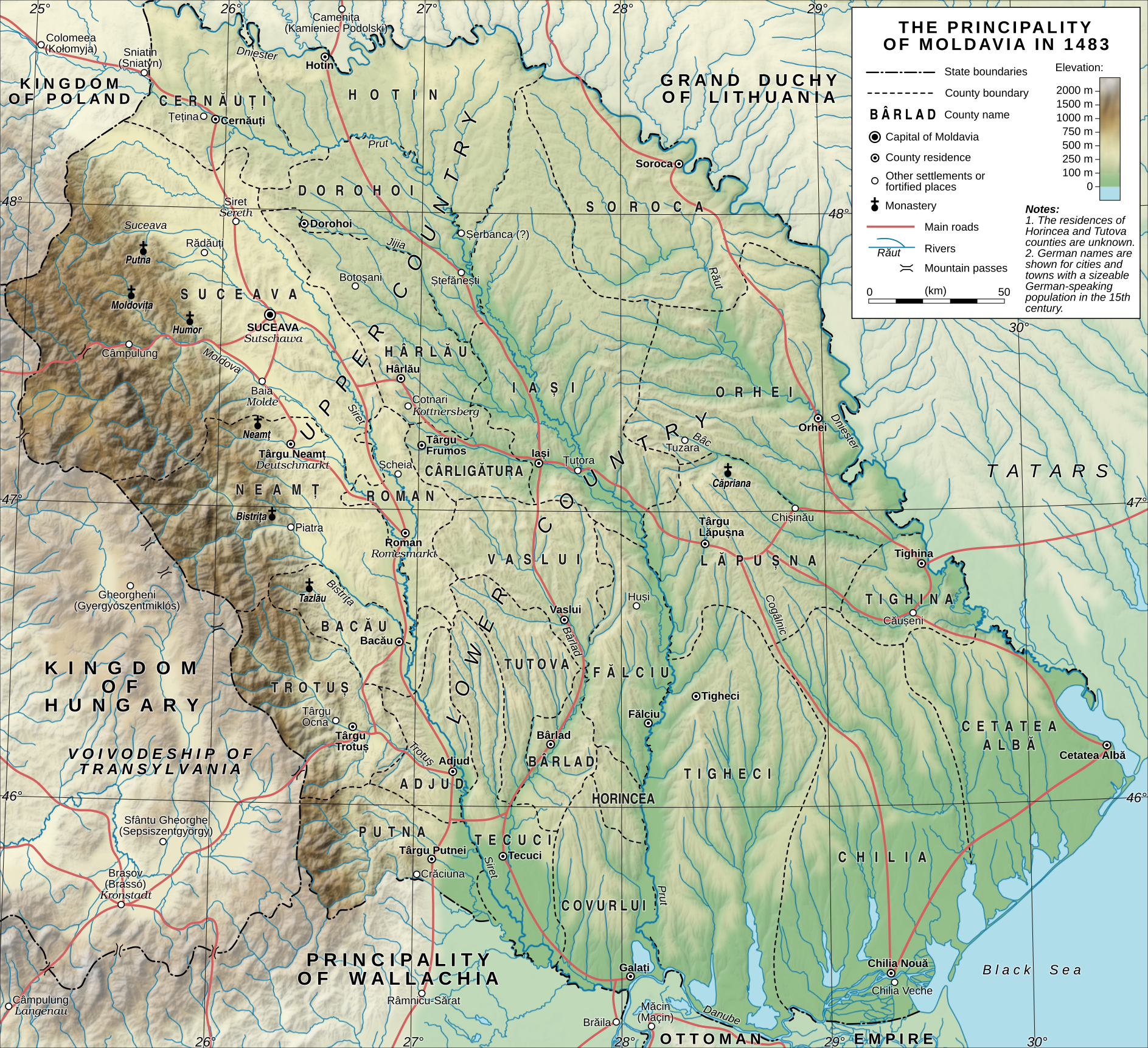
La principauté de Moldavie avec ses routes et comtés (ținuturi) en 1483.

Au début du Moyen Âge, la principauté de Moldavie forme donc un État souverain, mais disputé par ses puissants voisins du nord et de l'ouest, les royaumes de Hongrie et de Pologne, et régulièrement attaqué par les Tatars, au sud et à l'est. Contre ces derniers, le voïvode Étienne Ier cherche l'alliance des Jagellons et se reconnaît vassal de la Pologne (1387–1455). Les voïvodes suivants ont été alliés et vassaux de la couronne polonaise (mais il y en a encore eu quelques autres après 1455, en alternance et parfois même en concomitance avec la vassalité envers les Ottomans). À cette époque, la Moldavie prospère, car aux XIVe et XVe siècles, avec la chute de Constantinople et surtout avec le règne d’Étienne III de Moldavie, de nombreux Romées (Byzantins) se réfugient en Moldavie (et en Valachie) et on voit ainsi le centre de l'orthodoxie se déplacer vers le nord avec l’érection de plus de 40 monastères en style byzantin recouverts de fresques. La Moldavie s’émancipe des Hongrois et des Polonais et devient pleinement indépendante.
Alexandre Ier le Bon (Alexandru cel Bun) reçoit de la Valachie (sous le nom de Bessarabie d’après la dynastie fondatrice de la Valachie : celle des Basarab) le pays de Vrancea au sud du Trotuș et cinq ports des bouches du Danube et de la mer Noire : Galați, Reni, Oblucița, Chilia et Cetatea Albă.
Sous Étienne III le Grand (Ștefan cel Mare), la Moldavie atteint sa puissance et son étendue maximales. Ce prince devenu célèbre en Roumanie et Moldavie lève une armée de boyards et de paysans libres, et arrive à tenir en échec les forces très supérieures des envahisseurs ottomans, polonais ou tatars au cours de 36 batailles, dont 34 victoires et 2 résultats indécis confirmant le statu quo. Toutefois, à la fin de son règne de cinq décennies, la souveraineté de la Moldavie est assurée, non plus par la force des armes, mais par la négociation et au prix d’une lourde perte : outre l’or moldave qui achète la paix à Constantinople, Ștefan cel Mare doit céder à l’Empire ottoman en 1484 quatre des cinq ports des bouches du Danube et de la mer Noire : Reni, Oblucița, Chilia et Cetatea Albă. la Moldavie préserve ainsi son indépendance, mais perd sa flotte et des débouchés commerciaux, sources de richesse.

Culture de Cucuteni-Trypillia
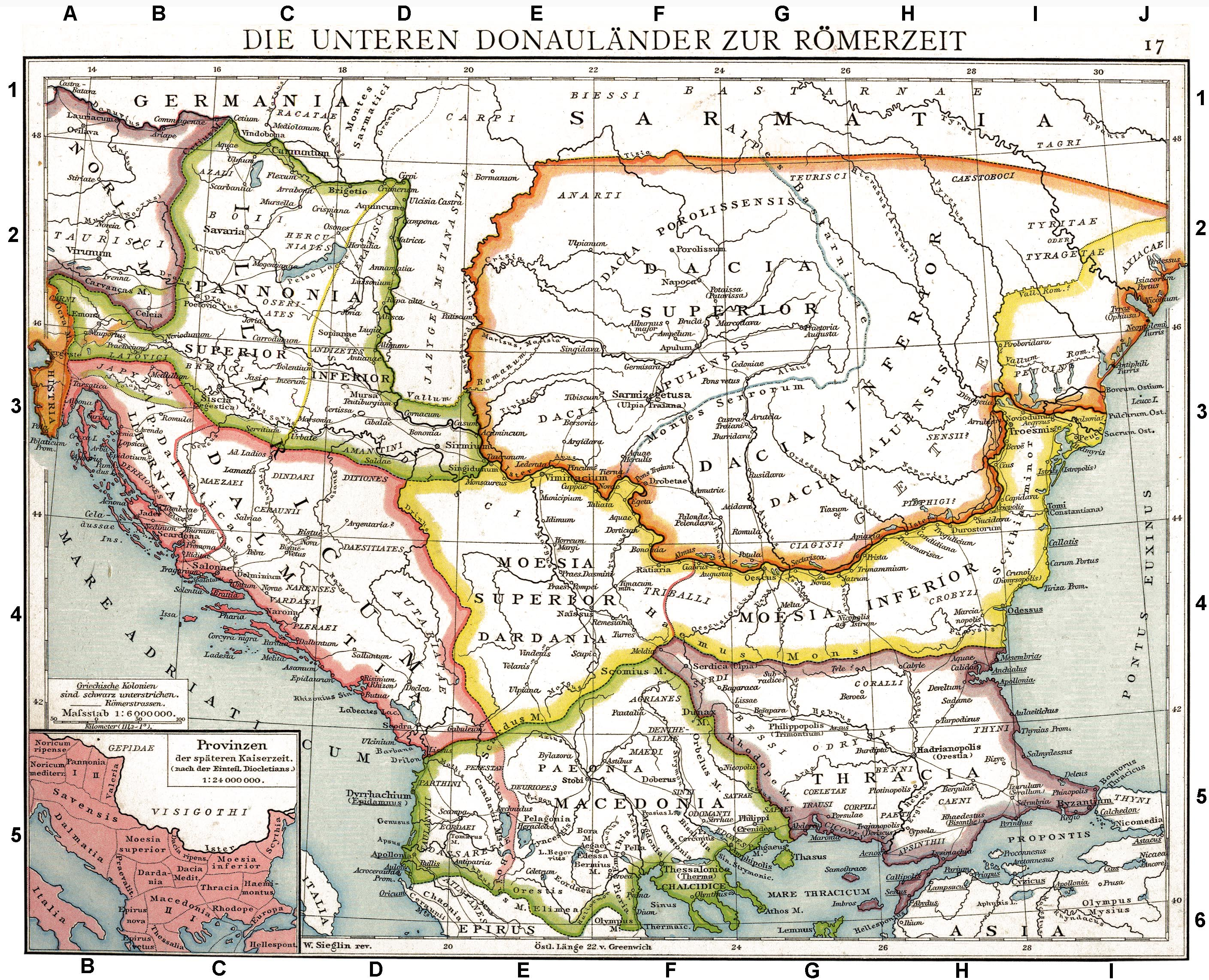
Région du Bas-Danube à l'époque romaine
Provinces romaines de Dacie et de Mésie
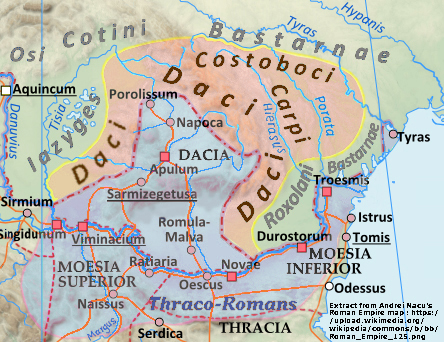
En bleu, les Thraces romanisés ; en orange les régions occupées par les Thraces du nord non-romanisés (« Daces libres »)
Cavalier portant une bannière moldave à la bataille de Baia (1467), d'après une gravure de 1488
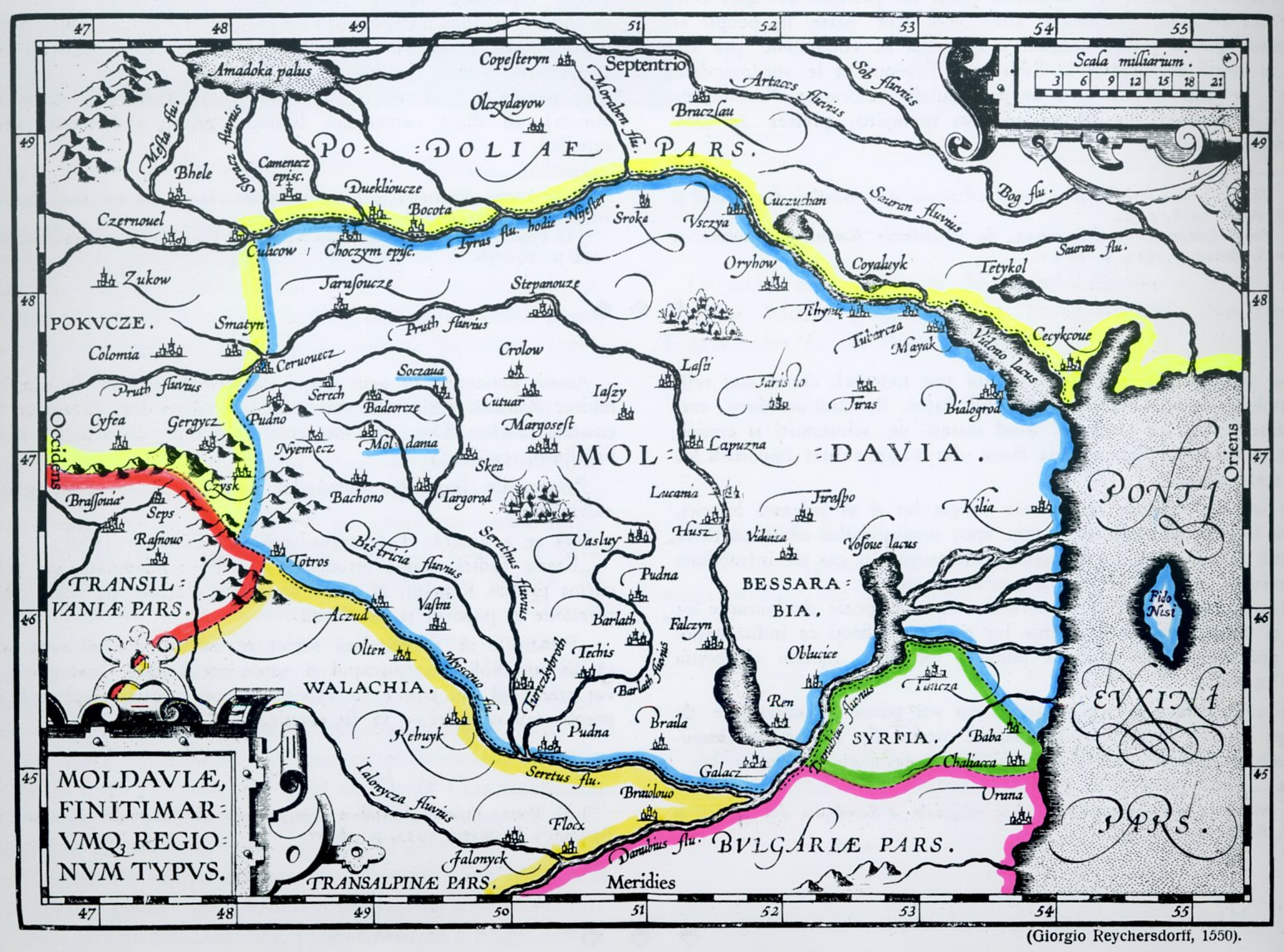
La Moldavie au XVe siècle, par Georg Reychersdorffer
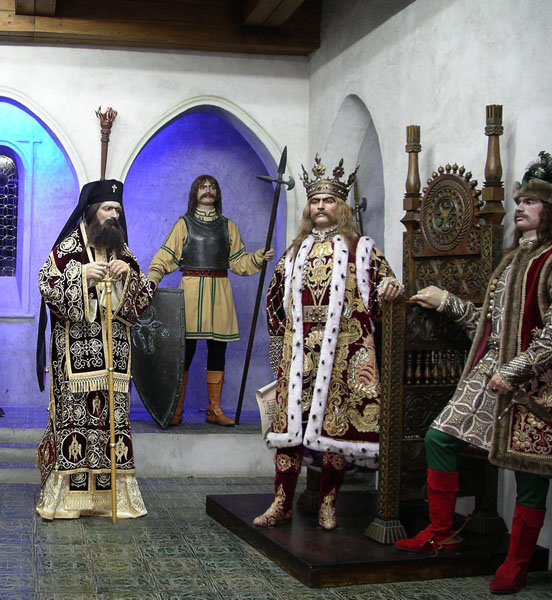
Reconstitution du trône d'Étienne III de Moldavie, le plus connu des voïvodes moldaves et héros symbolique de deux pays ultérieurs, Roumanie et Moldavie
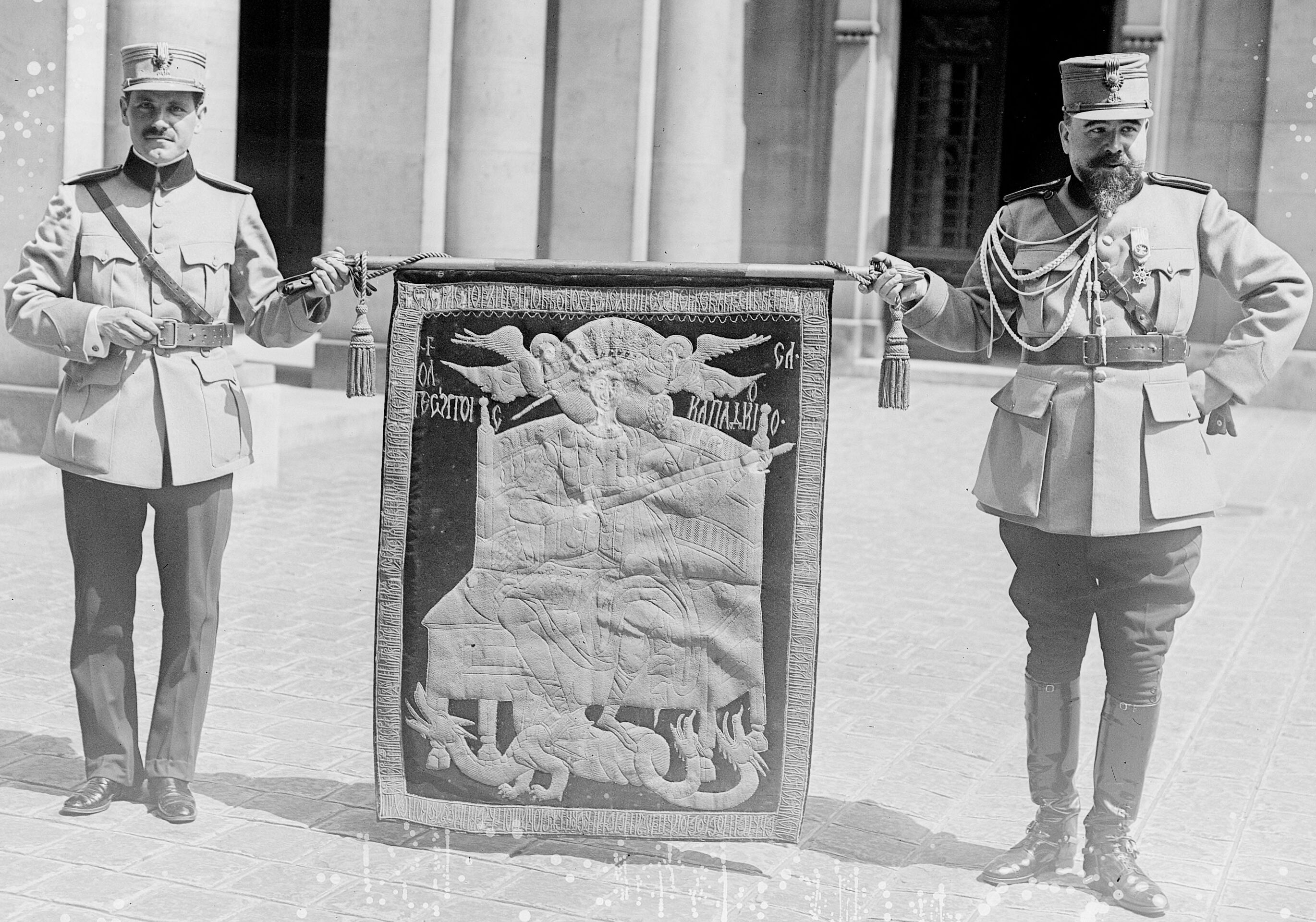
Étendard religieux du prince moldave Étienne le Grand (1457-1504)
Armoiries du prince Étienne III de Moldavie
Cavalier portant un drapeau de la Moldavie à la bataille d'Obertyn (1531), d'après une gravure de la fin du XVIe siècle
Pavillon moldave sur un navire de l'époque d'Étienne le Grand (1500) d'après une gravure du xixe siècle qui précise que le drapeau est rouge
Drapeau de la Moldavie tel que décrit par Alexander Gwagnin (Guagnini), vers 1574.
Bannière du souverain moldave Ieremia Mogila (Ieremia Movila, 1595-1606) d'après un manuscrit de 1601.
Bannière de cavalerie moldave à la bataille de Guruslău (1601), d'après un tableau contemporain de Hans von Aachen.
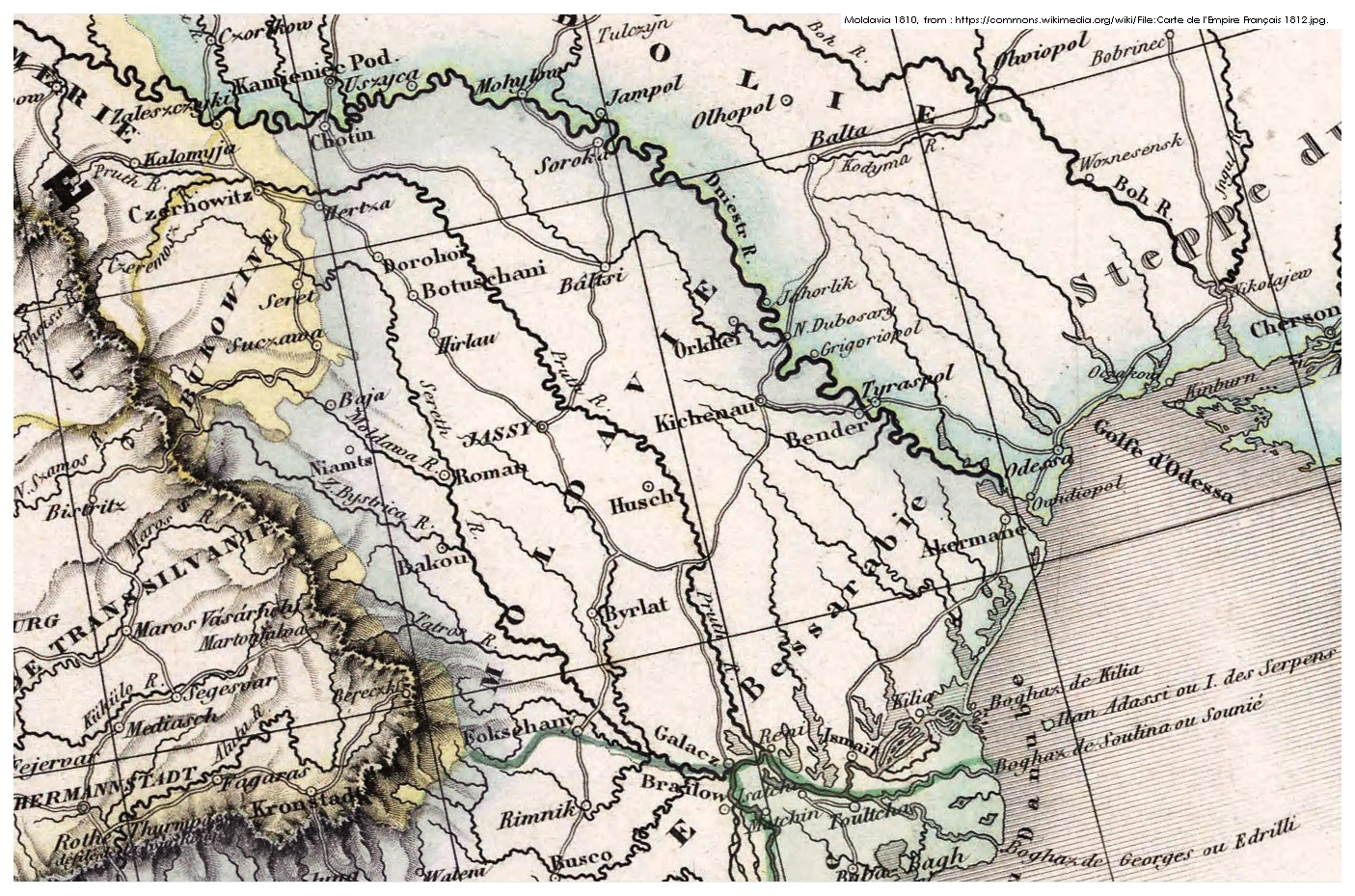
La principauté de Moldavie en 1810, par Auguste-Henri Dufour (1798-1865).
Drapeau officiel de la Principauté (1831-1859), d'après une gravure néerlandaise de 1850.
Revers et avers d'une bannière d'un régiment d'infanterie moldave (1834).

## Vassalité envers l'Empire ottoman
En 1512 la principauté doit payer tribut à l'Empire ottoman pour sauvegarder son autonomie et ses institutions. Mais, comme la Valachie et la Transylvanie, elle ne devient pas province turque pour autant, comme l'indiquent par erreur la plupart des cartes historiques modernes. En 1561, le Voïvode Alexandru Lăpușneanu fonde l'université de Moldavie. Après 1711 les voïvodes prennent le titre de hospodars et sont nommés parmi les Romées dits phanariotes (nom d'un quartier chic de Constantinople) qui louvoient entre le sultan ottoman et le tsar russe dont ils espèrent leur émancipation.
Sous le règne des princes suivants, moins durables et affaiblis par le système de monarchie élective en vigueur dans la principauté, l'aristocratie des boyards prend de plus en plus de pouvoir : la Moldavie décline et s’appauvrit. À partir de 1512, le sultan ottoman commence à se mêler de l'élection des voïvodes (favorisant le plus offrant) et à partir de 1538 la principauté devient officiellement vassale de l'Empire ottoman auquel elle verse un tribut sans cesse croissant. Cette même année, elle doit céder à l'Empire ottoman le comté de Tighina, désormais appelée Bender (« la porte » en turc).
À quelques exceptions près, la plupart des voïvodes ne restent au pouvoir que deux ans en moyenne, le temps d'amortir leur « cadeau » (le bakşış en turc, d'où vient le mot bakchich) à la Sublime Porte ottomane et de s'enrichir. Certains se disputent le trône par les armes, d'autres règnent deux ou trois fois à quelques années d'intervalle, et pressurent les paysans, qui s'endettent et perdent leur liberté : le servage s'installe, et les souverains sont contraints de remplacer la levée par des armées de mercenaires (souvent albanais, hongrois, cosaques) peu fiables.
Toutefois à la différence des pays balkaniques et de la Hongrie centrale, transformés en paşalık (pachaliks : provinces turques gouvernées par un pacha) les principautés moldave et valaque sauvegardèrent leur autonomie interne. Par traité, en échange de certains monopoles commerciaux, les Ottomans s'obligeaient à respecter les frontières des principautés et les institutions du pays, le sultan se réservant cependant le droit de confirmer par firman l'élection du voïvode ; en outre, le traité garantissait les anciennes lois et coutumes, et une éventuelle protection envers des agresseurs venus du Nord (Pologne, Autriche, Russie). En échange, les principautés reconnaissaient la suzeraineté de la Porte, s'engageaient à respecter les obligations matérielles et militaires (comme de prêter main-forte au sultan), et ne pouvaient conclure de traités non contresignés par la Sublime Porte.
Dans la vie politique, l'ingérence de la Porte se faisait sentir surtout lorsqu'il s'agissait de nommer ou changer les princes. L'ancien conseil princier (sfatul țării), devenu divan uniquement consultatif sur le modèle ottoman, était souvent manipulé par les Turcs par l'intermédiaire de dignitaires qui leur étaient acquis. La capitale de la Moldavie est transférée à Iași, ville plus proche du territoire ottoman. Afin que le pays ne constitue plus une menace, son armée fut subordonnée en quelque sorte à la Porte, et certaines fortifications furent occupées par les Ottomans (Hotin en 1713). Avec ces restrictions, la Moldavie continua pourtant à se gouverner de façon autonome.
Le tribut de 2 000 ducats d'or fixé en 1456 s'élève en 1541 à 12 000 ducats. Le montant des prestations envers l'État ottoman continue à croître. En ce qui concerne les produits alimentaires, les obligations du pays envers les Turcs augmentent : en 1565 – 1566, la livraison annuelle obligatoire de blé par la Moldavie représente 2,225 tonnes (ce qui est énorme compte tenu de la productivité de l'époque, qui dépassait rarement 2,5 pour 1).

### Princes sous la vassalité ottomane

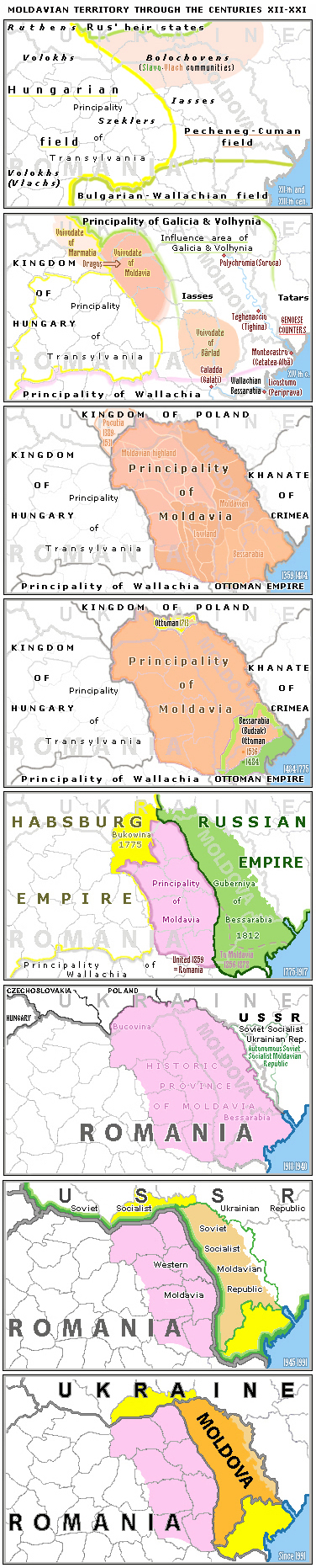
Évolution diachronique du territoire moldave, du XIIe siècle au XXIe siècle.

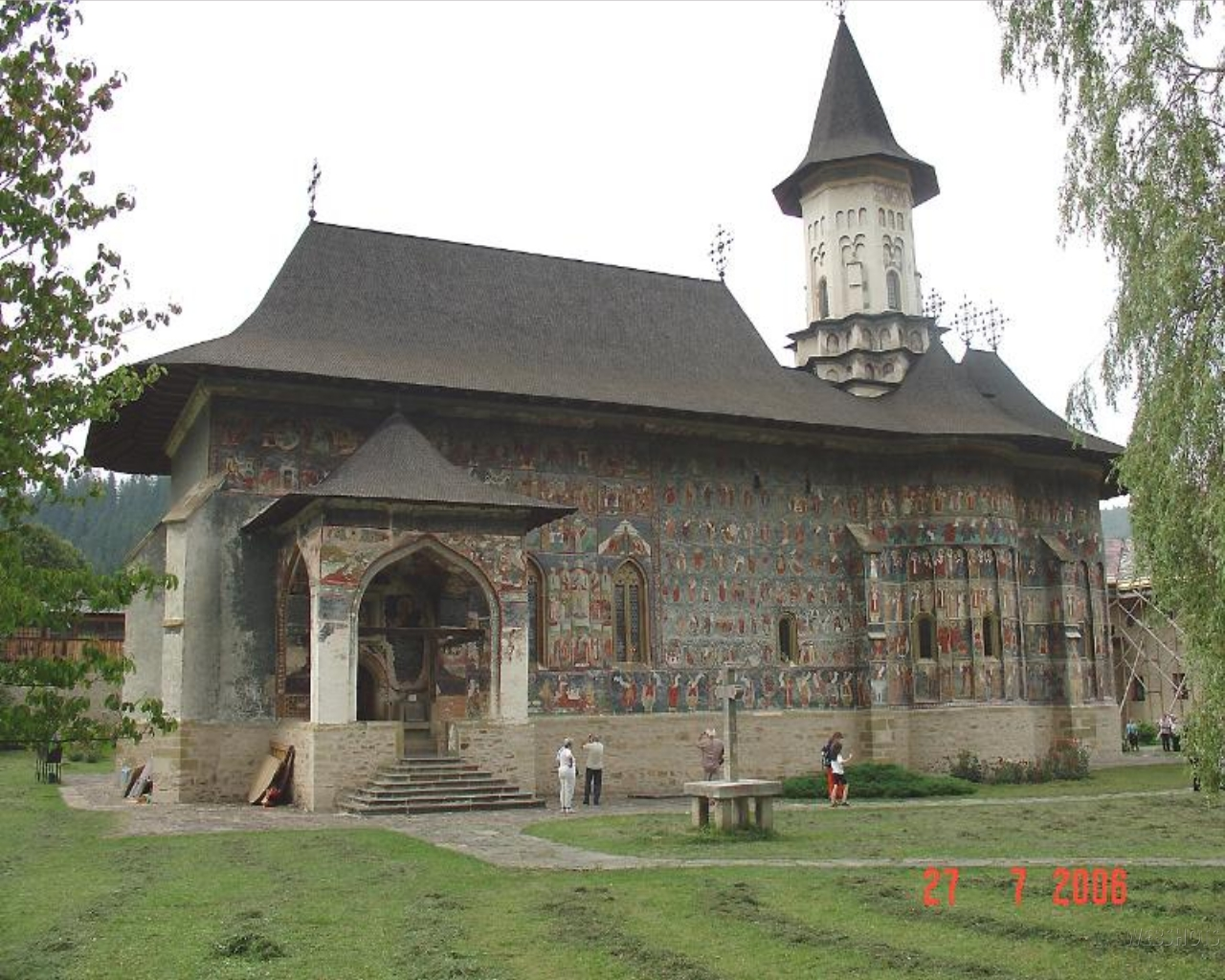
Église peinte de Sucevitsa (1584) au centre d'un monastère fortifié.

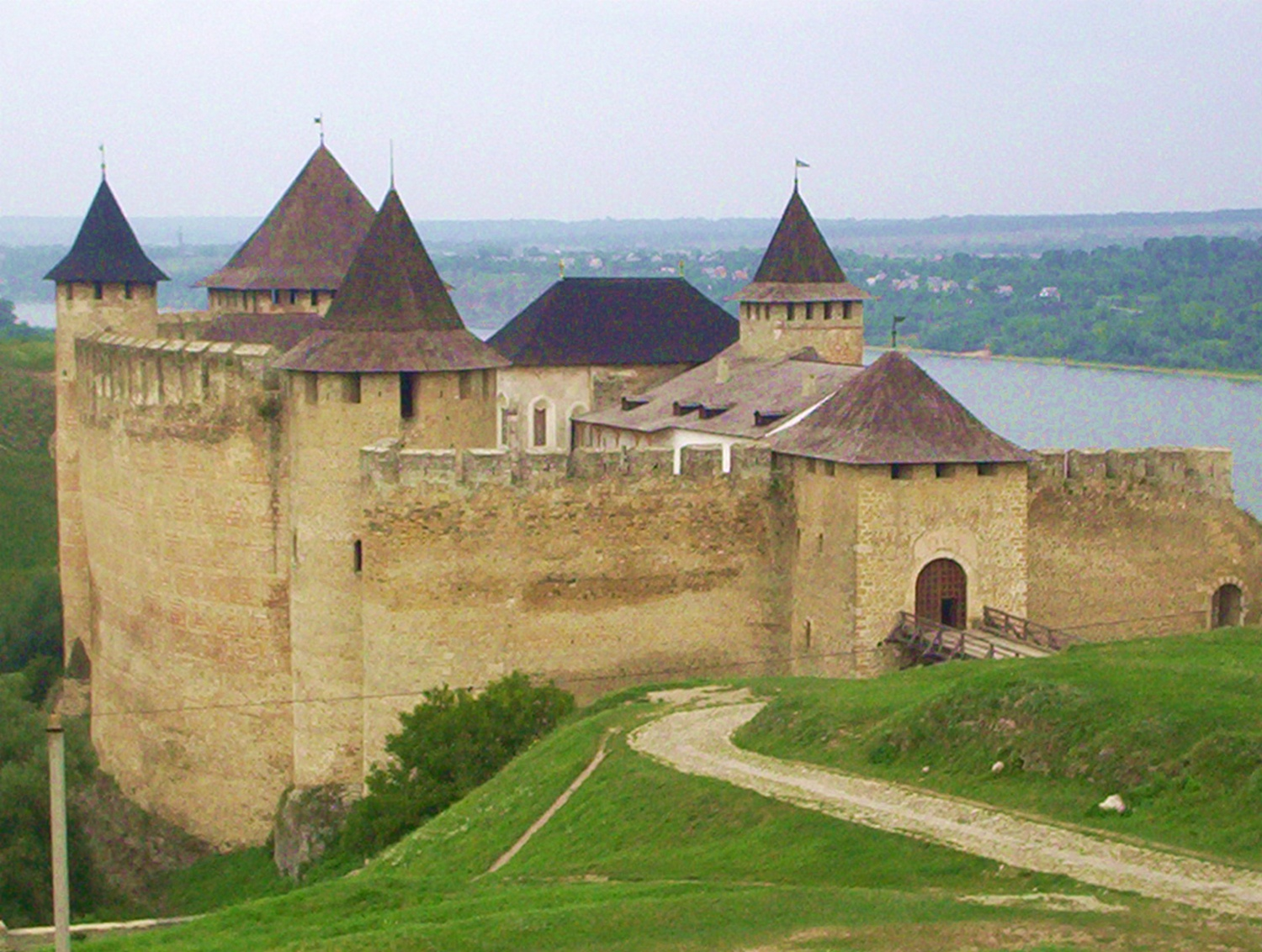
Citadelle médiévale de Hotin, historiquement sur la rive moldave du Dniestr, face à la rive de la République des Deux Nations.

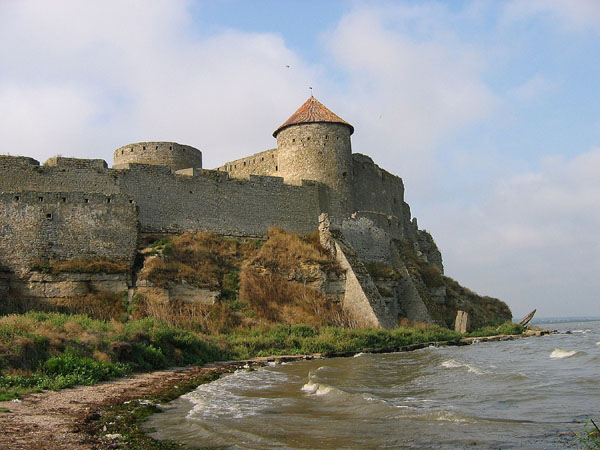
Citadelle médiévale de Cetatea Albă sur le Liman du Dniestr, face aux Tatars.

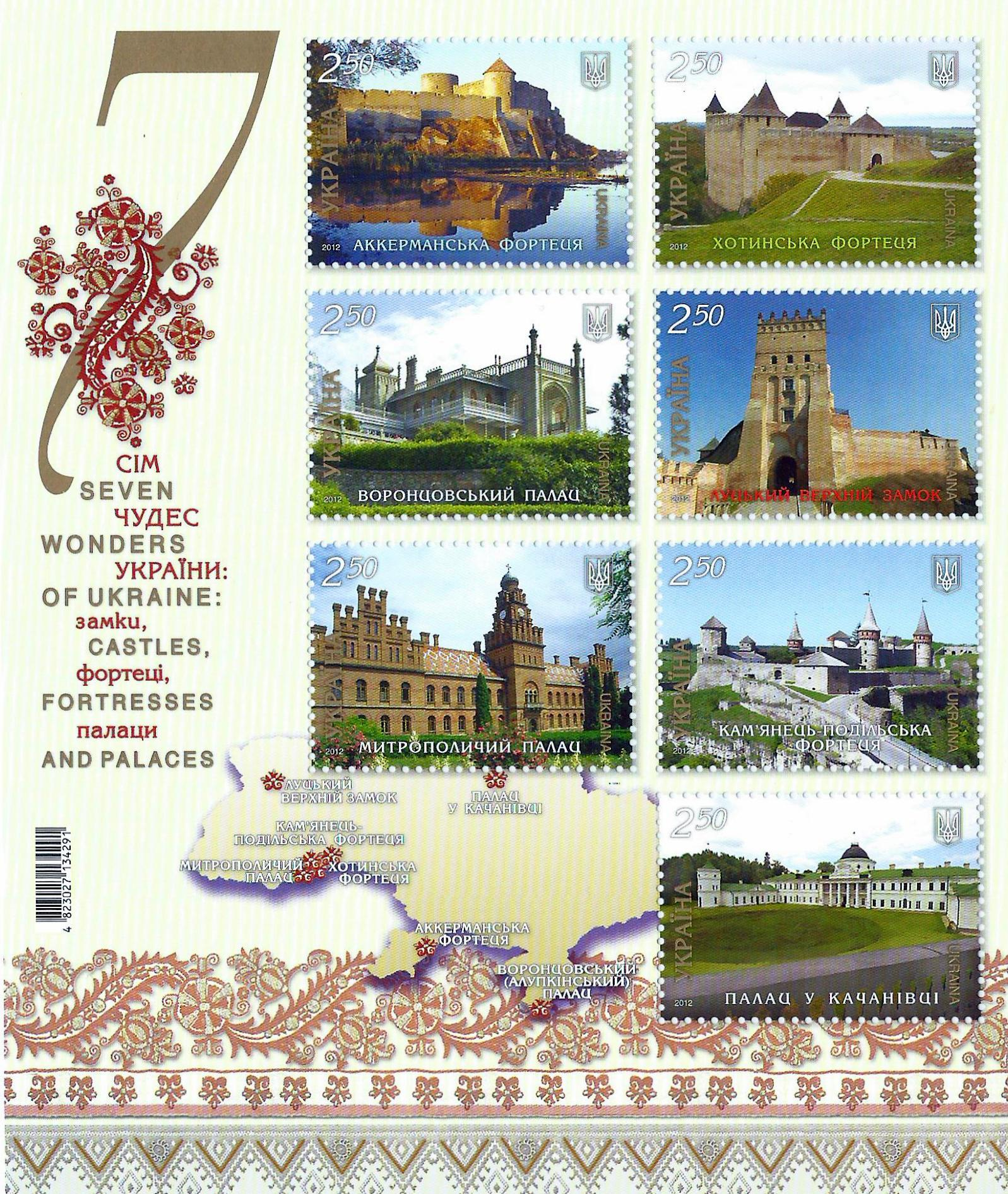
Des Sept merveilles d'Ukraine, trois sont héritées de la principauté de Moldavie : Cetatea Albă, Hotin et le palais épiscopal de Cernăuți ; les quatre autres sont le palais Vorontsov en Crimée, le château de Loutsk, la forteresse de Kamianets-Podilskyï et le palais de Kachanovka.

L'augmentation de la dépendance politique de la Moldavie se manifeste dans la pratique de la confirmation du prince sur le trône du pays, qui prend souvent l'aspect d'une vente aux enchères. À la fin du XVIe siècle le bakchich qu'un prétendant au trône de prince de Moldavie doit offrir au sultan dépasse cinq fois le tribut annuel. Ces dépenses sont énormes et le futur prince doit souvent emprunter à des créanciers (souvent vénitiens, juifs, grecs de Constantinople ou turcs) auxquels il doit ensuite verser les intérêts. Certains en font profession et s'installent à Iași et Bucarest : ce sont les premières banques. Une autre charge pesante, devenue presque officielle, est l'habitude d'offrir des bakchich aux dignitaires de la cour ottomane afin de les remercier de leurs services ou de les acheter. Au XVIIe siècle, afin de se voir confirmer ses droits, le prince doit payer un tribut lors des deux fêtes principales de l'islam. Si Pierre IV Rareș paie 150 000 ducats d'or, Aron Tiranul dépense presque un million de ducats. En 1551, le prince de Moldavie arrive à Constantinople accompagné de 100 chevaux en bakchich. Plus tard, les Ottomans imposent la confirmation du prince tous les trois ans et l'activité du divan est surveillée par le représentant du sultan appelé divan efendi. Le pouvoir princier est instable puisque, au cours des XVIIe et XVIIIe siècles, presque 50 princes se succèdent sur le trône de Moldavie, certains y accédant deux ou trois fois.
Les princes (voïvodes) se succèdent sur le trône de Moldavie :
- Bogdan III le Borgne (Bogdan Chiorul) en 1504, qui combat le prince de Valachie Radu IV cel Mare de Valachie en 1507, s'oppose à la Pologne en 1508, et meurt en 1517.
- Pierre IV Rareș en 1517, qui cherche à rétablir de bonnes relations avec la Pologne. Il lance des expéditions dans le pays des Sicules, et tente de s'emparer de Brașov en 1529. Il s'empare de la Pocoutie en 1530, déclenchant la riposte des armées polonaises en 1531, et une contre-riposte victorieuse en 1532. Il prend parti dans la querelle entre Ludovico Gritti, envoyé du sultan en Hongrie, pour régler le conflit pour la possession du trône de Hongrie entre Ferdinand de Habsbourg et Jean Ier. Lundovico Gritti tente alors une prise de pouvoir en Transylvanie, et provoque un soulèvement général. Petru Rareș soutient István Maylád, futur voïvode de Transylvanie, qui s'est assuré de l'appui de Ferdinand de Habsbourg, à la tête d'une armée de Sicules et de Saxons contre Ludovico Gritti, qui est tué. Il est finalement vaincu par une coalition de Polonais, de Turcs et de Tatars, et doit se réfugier à Ciceu, dans sa forteresse de Transylvanie, après l'incendie de la capitale Iași.
- Étienne V la Sauterelle en 1538, qui est complètement sous contrôle des Ottomans, assassiné par les nobles moldaves qui conspirent contre le souverain en 1540.
- Alexandre III Cornea en 1540, assassiné à son tour en 1541.
- Pierre IV Rareș en 1541, rappelé par les Turcs sur le trône, et qui meurt en 1546.
- Ilias II Rareș en 1546, qui se convertit à l'islam en 1551.
- Étienne VI Rareș en 1551, qui est éliminé en 1552 avec l'appui des nobles et de la Pologne.
- Alexandre IV Lǎpusneanu qui s'installe en 1552 à Suceava, prête serment de vassalité au roi de Pologne, et est détrôné en 1561, et s'enfuit en Turquie avec le trésor princier.
- Ioan Jacob Heraclide de Moldavie en 1561, qui se fait chasser du trône par les nobles moldaves en 1563 et par l'hetman Ștefan Tomșa.
- Étienne VII de Moldavie en 1563, qui doit fuir à Lviv après cinq mois de règne, Alexandru IV Lăpușneanu ayant été confirmé par les Ottomans comme prince à sa place.
- Alexandru IV Lăpușneanu qui se ré-installe en 1563 avec l'aide des Tatars qui pillent le pays. Il abandonne sa capitale Suceava pour la transférer à Iași en 1565, et envahit la Pocoutie pendant que les Tatars ravagent la Podolie. Il meurt en 1568.
- Bogdan IV Lăpușneanu, après la régence de sa mère Ruxandra en 1571, déposé en 1572 par les Ottomans.
- Jean IV le Cruel en 1572, qui améliore la condition des paysans, déposé par les Ottomans en 1574.
- Pierre V le Boiteux en 1574 qui améliore les relations commerciales avec la Pologne, et expulse les Juifs, déposé en 1579.
- Jean III le Saxon en 1579, déposé en 1583, qui s'enfuit en Pologne avec son trésor.
- Pierre V le Boiteux, remis sur le trône en 1583. Il doit faire face aux incursions de Cosaques, et tente de rapprocher l'Église orthodoxe moldave de l'Église catholique romaine.
- Étienne de Moldavie, son fils, associé au trône en 1584 sous sa régence. Lui et son père doivent s'exiler en Autriche, à la suite d'un différend avec les Turcs sur le montant du tribut à payer, en 1591.
- Aaron le Tyran en 1591, déposé en 1592.
- Pierre VI le Cosaque qui s'empare de Iași en 1592, et est exécuté par les Turcs.
- Aaron le Tyran, ré-installé en 1592, déposé en 1595 par Sigismond Bathóry.
- Étienne VIII Răzvan en 1595, détrôné par les Polonais en 1595.
- Jérémie Movila en 1595, qui gouverne sous la protection des Polonais. Il est chassé par le voïvode de Valachie et de Transylvanie Michel Ier le Brave (Mihai Viteazul) en 1600, qui réalise pour la première fois l'union des trois voïvodats.
- Marc Cercel (Marcu Cercel), neveu de Mihai Viteazul, est installé comme régent en 1600, déposé par les Polonais en 1600.
- Jérémie Movila en 1600, après l'assassinat de Mihai Viteazul par les Autrichiens, qui abdique en 1606.
- plusieurs membres de la famille Movila se succèdent alors sur le trône de Moldavie :
  - Constantin Movilă (Constantin)
  - Simion Ier Movilă
  - Mihai Movilă
  - Moïse Movilă (Musa)
  - Gabriel Movilă (Gavril)
  - Basile le Loup (Vasile Lupu) en 1634, qui installe comme conseillers ses propres parents. Son règne est marqué par une intense activité culturelle, en partie sous l'influence de Pierre Movilă, métropolite de Kiev, avec l'appui duquel il introduit l'imprimerie en Moldavie. Il est chassé en 1653 du trône.
  - Georges Étienne (Gheorghe Ștefan) en 1653, signe un traité de protectorat de la Moldavie par la Moscovie.
- après ce règne, l'instabilité politique est marquée par de fréquents changements de princes sur le trône de la Moldavie, certains ne gardant le pouvoir que pendant quelques jours.

## Guerres polono-turque, austro-turque et russo-turque
En 1669, les Ottomans s'attaquent à la Pologne, affaiblie par une longue guerre contre la Russie. Du Yedisan ils entrent en Podolie, puis assiègent Kameniets et Lwow en 1672.
- Le prince moldave Ștefan XI Petriceicu qui avait pris le parti de la Pologne, est destitué et se réfugie auprès du futur roi Jan III Sobieski. Ensemble, ils repoussent les Turcs à Hotin en 1673, mais sans pouvoir reprendre Kameniets. Jean Sobieski est élu roi de Pologne en 1674 et met en échec les Turcs à Zurawno. La France favorise la conclusion du traité de Zurawno de 1676, qui restitue à la Pologne les deux tiers de l'Ukraine, mais laisse la Podolie avec Kamianets-Podilskyï aux mains des Ottomans (jusqu'en 1699).
- Depuis 1681, la guerre fait rage entre les Habsbourg et les Ottomans. Le prince moldave Gheorghe II Duca participe au siège de Vienne de juillet à septembre 1683 du côté des Turcs, alors que la Pologne les combat. À son retour en Moldavie, Duca est fait prisonnier par des boyards partisans de Ștefan Petriceicu et de la Pologne, et meurt en captivité à Varsovie.
- Ștefan XI Petriceicu s'empare du trône avec l'appui polonais de Stepan Konicky et de ses Cosaques, qui passent le Dniestr en 1683, avant de se faire repousser par les Tatars du Boudjak vassaux des Ottomans, de retour du siège de Vienne. Petriceicu se réfugie une fois encore en Pologne.
- Dumitraṣcu Cantacuzène est nommé en 1685 à la place de Duca et proclame aussitôt la neutralité de la Moldavie. Celle-ci n'en sera pas moins violée tant par les Ottomans que par les Polonais, qui, dans leurs campagnes, vivent sur le pays.
- Arguant qu'avant 1359 la Moldavie avait été vassale de la Hongrie, qu'ils sont en train de prendre aux Ottomans, les Habsbourg soutiennent la neutralité de la Moldavie tant contre la Pologne que contre les Turcs. Ils arment le prince moldave Constantin Cantemir qui arrête en 1691 devant Iași les troupes polonaises de Jan Sobieski.
- La quatrième guerre russo-turque débute le 25 février 1711. Dimitrie Cantemir, voïvode moldave depuis le 6 novembre 1709, s'allie aux Russes, contre la reconnaissance de l'indépendance complète de la Moldavie. Mais les Turcs sont vainqueurs des Russes à Stănilești, sur le Prut, et le traité de Fălciu de 1711, confirmé par les traités de Constantinople de 1712 et d'Andrinople de 1713, stipule la restitution d'Azov aux Ottomans, et interdit à la Russie de se mêler des affaires de la Pologne et de la Moldavie. Dimitrie Cantemir est destitué le 23 novembre 1710 et se réfugie auprès de son ami le tsar Pierre le Grand. Il est remplacé en Moldavie par Nicolas Mavrocordato, un prince grec phanariote.

## Princes hospodars phanariotes
L'attraction des principautés roumaines pour la Russie dans l'espoir de se libérer de la domination turque, la tendance des Habsbourg à s'étendre vers l'est et la méfiance des Turcs vis-à-vis de l'aristocratie roumaine (les boyards), expliquent le remplacement des princes autochtones roumains par des hospodars phanariotes de culture grecque, de 1710 à 1821. Le sultan confiait aux phanariotes une double mission : maintenir les principautés roumaines dans la vassalité ottomane, et les intégrer le plus possible dans le système économique turc, afin d'assurer l'approvisionnement de la Porte. Toutefois, la plupart des phanariotes étaient de culture humaniste, souvent éduqués en France ou par des précepteurs français imprégnés de l'esprit des Lumières, et tout en jouant plus ou moins le jeu ottoman, ils ouvrirent la Moldavie et la Valachie à l'influence française, au commerce allemand, à la technologie britannique. Ils fondèrent des hôpitaux, des asiles, des chantiers navals, des écoles, des bibliothèques… Ainsi, Constantin Mavrocordato promulgue une Constitution en 1741 (Marele Hrisov, traduit en 1742 dans le Mercure de France) et abolit le servage le 17 avril 1749 (entre le Prut et le Dniestr, le servage sera rétabli par les Russes en 1812 et jusqu'en 1861).

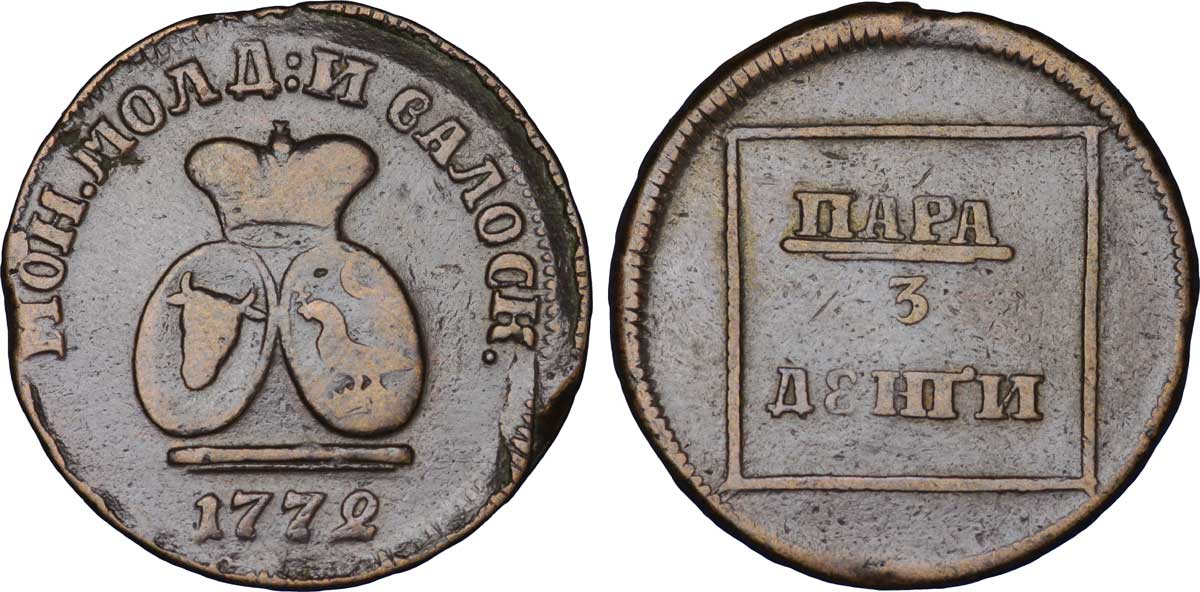
Pièce de 1 para 3 dengi des principautés roumaines.

- Nicolae Mavrocordat le remplace sur le trône de Moldavie en 1711, et inaugure le règne des phanariotes.
- Constantin Mavrocordat succède à son père en 1730. Il réforme la fiscalité. Il souhaite s'attaquer aux privilégiés, et tente de réduire les avantages qu'ils ont acquis au cours de l'histoire en définissant un nouveau statut de la noblesse en fonction de l'ancienneté de la famille et de la fonction publique détenue. La réforme de la fiscalité entraîne la réforme de la vie sociale, et, à terme, l'abolition du servage. La réaction des nobles moldaves est très forte, et il est muté en Valachie en février 1756… où il mènera les mêmes réformes.
- Constantin Racoviță est nommé en 1756, avec l'appui de la diplomatie française.

## Annexions autrichiennes et russes

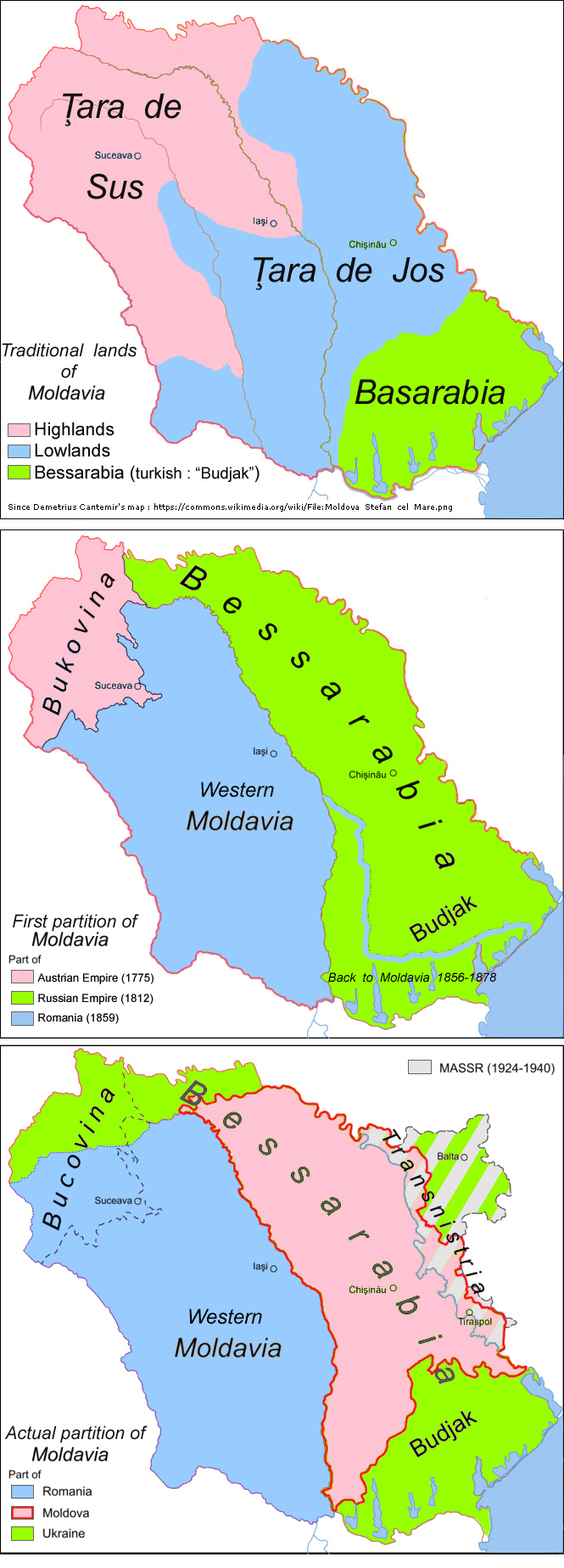
Pays traditionnels (Haut-pays, Bas-pays et Bessarabie originelle) et partages successifs de la Moldavie (1775 – 1812 à 1918, puis 1940 à nos jours).

La volonté de la Russie de posséder les bouches du Danube provoque une nouvelle guerre avec les Ottomans en 1768. La Moldavie est occupée par les Russes et la guerre se porte au sud du Danube. Les victoires dans les Balkans et en Crimée obligent la Turquie à demander la paix. Le traité de Koutchouk-Kaïnardji en 1774 accorde, entre autres, le droit de donner à des sujets ottomans de confession chrétienne une patente de naturalisation, ces derniers échappant alors aux lois et aux impôts ottomans. La Russie va user et abuser de ce droit, en enlevant à l'Empire ottoman des milliers de sujets chaque année. L'influence de la Russie se renforce, et les Moldaves, comme d'autres peuples d'Europe, voient en elle leur salut.
Pour le prix de son aide diplomatique dans la guerre russo-turque, le traité austro-turc du 4 mai 1775 attribue une partie de la Moldavie du Nord, la Bucovine, à l'Autriche. La nouvelle frontière austro-moldave marque sur le terrain une suite de « dents de scie » orientées tantôt est-ouest, tantôt nord-sud : aucune contrainte topographique ne l'explique, mais les archives en dévoilent la raison : à chaque bakchich autrichien, la commission ottomane s'enfonçait plus profondément vers l'est en territoire moldave, mais à chaque protestation du hospodar Grigore III Ghica (Grigorie Ghica) elle revenait vers le sud-ouest, de crainte que la colère du sultan ne s'abatte sur elle. À la fin de l'année 1781, les autorités autrichiennes décident de transférer le siège du diocèse de Radautz à Czernowitz et colonisent dans ce nouveau Kronland appelé dès lors Bucovine, des populations ruthènes (ukrainiennes), allemandes et juives. Les autochtones de Bucovine (roumains) sont marginalisés et n'ont que difficilement accès à l'université de Czernowitz ou Cernăuți (aujourd'hui Tchernivtsi), créée en 1875, qui devient un bastion de la culture allemande. Cela va créer des rancœurs croisées qui s'exprimeront en 1918 lorsque l'Assemblée de Bucovine, où les Roumains sont majoritaires, vote son rattachement à la Roumanie. Dans l'entre-deux-guerres ces rancœurs vont empoisonner l'ambiance pourtant multiculturelle et tolérante de cette Doulce Bucovine, mais c'est pendant la Seconde Guerre mondiale qu'elles tourneront au génocide croisé (des Juifs par les fascistes du régime Antonescu, et des Roumains par les agents du NKVD stalinien), malgré l'action de Traian Popovici, maire de Cernăuți/Czernowitz, qui réussit à sauver environ 16 000 Juifs. On retrouve trace de ces tragédies et de ces rancœurs jusque dans les ouvrages historiques actuels publiés sur la Bucovine : rares sont ceux qui parviennent à s'en tenir aux sources et à éviter l'invective… Aujourd'hui, la région nord de la Bucovine appartient à l'Ukraine, sous le nom d'oblast de Tchernivtsi, et la région sud appartient à la Roumanie sous le nom de județ de Suceava.
En 1783, en violation du traité de Koutchouk-Kaïnardji de 1774, la Russie avait annexé le khanat de Crimée. Le 15 septembre 1785, à la suite de l'ultimatum des Turcs exigeant son évacuation, la Russie leur déclare la guerre, et la Moldavie est de nouveau le théâtre des opérations militaires. L'Autriche prête la main à la Russie le 9 février 1788. Par le traité de Jassy de 1792, l’Empire ottoman cède la Tauride et le Yedisan aux Russes. En 1792, dans le territoire compris entre Bug et Dniestr, Catherine II décide de procéder à une colonisation systématique, et attire de nombreux colons (principalement des boyards roumains et leurs familles) en leur accordant des conditions avantageuses.
Le 12 août 1806, le sultan ottoman décide de destituer Alexandre Moruzi (Alexandru Moruzi) et de le remplacer par Scarlat Kallimachis (Scarlat Calimachi) : la Russie considère que la destitution de Mourousi, russophile, constitue une infraction au traité russo-turc. Le sultan réintègre Mourousi dans ses fonctions, mais le 28 octobre 1806 le tsar ordonne à l'armée russe de franchir le Dniestr, ce qu'elle fait le 10 novembre 1806. L'attitude attentiste de Mourousi conduit le tsar à nommer Constantin Ypsilántis souverain de Moldavie et de Valachie, qui est destitué peu après. Dès leur entrée en Moldavie, les autorités russes interviennent dans les affaires intérieures. Entre décembre 1806 et juillet 1812, le tsar désigne plusieurs présidents de l'Assemblée des nobles. Le 17 février 1808, le tsar nomme Kouchnikov président des deux assemblées de Moldavie et de Valachie. La paix est signée entre la Turquie et la Russie en 1812. Par le traité de Bucarest de 1812, la moitié est de la Moldavie occupée par les troupes russes jusqu'au Prut est annexée à la Russie, sous le nom de Moldavie-et-Bessarabie, peu après abrégé en Bessarabie, dont les deux tiers forment aujourd'hui la république de Moldavie. Le 12 juillet 1812, le tsar nomme Scarlat Sturza gouverneur de la Bessarabie et place un commandant militaire russe à ses côtés. Sturza meurt le 17 juin 1813, et le commandant militaire russe cumule les deux fonctions, et on s'aperçoit alors que la nouvelle suzeraineté ne fait pas mieux que l'ancienne, d'autant que les Russes y rétablissent le servage, aboli en 1749 par le hospodar réformateur Constantin Mavrocordato.
En 1856, à la suite de la défaite des Russes à la guerre de Crimée, la principauté de Moldavie récupère une partie de la Bessarabie du Sud ou méridionale (aujourd’hui Boudjak, ou Bugeac en roumain) et le traité de Paris de 1856 stipule que la Moldavie et la Valachie doivent être garanties collectivement par les sept puissances étrangères qui ont signé le traité de rétrocession de la Bessarabie du Sud, régions d'Oblucitsa (Izmaïl), Palada (Bolhrad), Chilia et Frumoasa (Cahul), à la Moldavie.
Durant 22 ans, le processus de « dé-moldavisation » s’interrompt dans cette région.
Au traité de Paris (1856) mettant un terme à la guerre de Crimée (1853-1856), l'Empire russe doit rendre à la principauté de Moldavie cette bande de territoire, et aussi à l'Empire ottoman les bouches du Danube et l'île des Serpents, qu'elle avait acquis au traité d'Andrinople (1829). Bien que ces territoires soient minimes en regard de l'étendue de l'Empire russe, leur perte fut ressentie comme une humiliation par les Russes car c'était de la première fois depuis le XVIIe siècle qu'ils devaient rendre une de leurs conquêtes.
C'est pour séparer l'Empire ottoman de la Russie et éviter ainsi de nouvelles guerres russo-turques que les négociateurs attribuent la Bessarabie méridionale à la Moldavie, qui l'organise en trois județe : Cahul, Bolhrad et Izmail.
En 1859, l’État moldave fusionne alors la Moldavie avec la Valachie, en choisissant le même prince pour les deux principautés, en la personne du Moldave Alexandre Jean Cuza (Alexandru Ioan Cuza). C’est la fondation de la Roumanie moderne.
Mais en 1878, à la suite de la guerre que Russes et Roumains ont menée ensemble contre l’Empire ottoman, la Russie récupère la Bessarabie du Sud ou méridionale (aujourd’hui Boudjak, ou Bugeac en roumain) (traité de Berlin de 1878) mais l’indépendance de la Roumanie est internationalement reconnue, sous le nom de royaume de Roumanie et aide l'actuelle troisième Bulgarie à gagner son indépendance contre l'Empire turc ottoman, en devenant le royaume de Bulgarie.
La Roumanie, qui n'était pas admise à participer aux négociations du congrès de Berlin, y est officieusement représentée par Victor Place, alors consul français à Iași, la métropole moldave. En compensation de la perte de la Bessarabie méridionale, elle reçoit, au-delà de la reconnaissance internationale de son indépendance vis-à-vis de l'Empire ottoman, un territoire de son littoral mais pris à celui-ci, moins fertile mais plus vaste que le territoire cédé à l’Empire Russe, la Dobroudja du Nord avec les bouches du Danube et l'île des Serpents soit 15 908 kilomètres carrés.
La construction du chemin de fer par les Russes n'avait eu d'autre but que d'amener à Odessa les récoltes de Bessarabie. La région annexée tombe dans une pauvreté grandissante jusqu'à son rattachement en 1918 à la Roumanie entière née en 1859 de l'élection démocratique du même prince-président par les parlements de Valachie et de Moldavie.
La Roumanie entière alors comprend aussi, entre autres, la Transylvanie et la Bucovine, qui avaient été prises par l'Autriche-Hongrie en 1867 et en 1775, et s'inspire des institutions de l'État français de l'époque. C'est la seule période où les territoires majoritairement roumanophones se trouvent unis dans un seul État souverain.

## Les offices de la principauté de Moldavie
Au début de l’existence de la principauté (du XIVe siècle au XVIe siècle) le voïvode moldave nommait seul les titulaires des offices, parfois proposés par le Sfat domnesc (conseil des aristocrates). Tous étaient révocables. Beaucoup de titulaires sont intégrés à la noblesse d’épée (boieri mari). Plus tard (à partir du XVIIe siècle) les hospodars mettent les offices civils aux enchères et anoblissent les acheteurs, créant ainsi une noblesse de robe (boieri mici). Dans ces cas, les titulaires gardent l’office à vie, et s’ils n’ont pas eux-mêmes les compétences requises, délèguent le travail à des adjoints (custozi) qui peuvent, eux aussi, être éventuellement anoblis. Les offices moldaves ont évolué avec le temps et étaient principalement les suivants :
- Aprod : huissier, page, écuyer ;
- Ban : gouverneur régional, chef de plusieurs juzi et pârcălabi ;
- Cămărar : chambellan, chef des serviteurs de la cour et du souverain, ou encore du métropolite ;
- Clucer : ambassadeur ;
- Jude : gouverneur (préfet) et chef des sénéchaux (logofeți) d’un ținut (comté) ;
- Logofăt : greffier ou sénéchal d'un jude ou d’un vornic ;
- Mare-Logofăt : chancelier de la cour ;
- Mare-Vistiernic : grand-argentier (ministre des Finances) ;
- Mare-Vornic (ou Mare-Ban) : Premier ministre de la principauté ;
- Măscărici : bouffon de la cour, seul autorisé à brocarder, dans certaines limites, le pouvoir et l’église, mais seul à n’avoir aucun espoir d’être anobli ;
- Paharnic : échanson (valet particulier du souverain) ;
- Pârcălab : gouverneur d’une forteresse, bourgmestre d’une ville ;
- Postelnic : ministre des Affaires étrangères, chef des clucères ;
- Spătar : connétable, ministre des Armées ou consul ;
- Stolnic : ministre de l'Économie et du Commerce ;
- Vistiernic : collecteur d’impôts ;
- Vornic : maire d’un village.

## Après 1859
Pendant la renaissance culturelle roumaine, la partie occidentale de la principauté va s'unir à la Valachie pour former la Petite Roumanie en 1859. Dès lors, l'histoire de la moitié occidentale de la Moldavie se confond avec celle de la Roumanie.
La moitié orientale s'y est également rattachée par un vote de son Conseil en mars 1918 (réunification de la Moldavie au sein de la Grande Roumanie) jusqu'en 1940 quand l'URSS, selon le pacte Hitler-Staline, annexe à nouveau la partie orientale de la Moldavie.
L’été 1917, pendant la révolution russe, la majorité de la population de Bessarabie (toutes ethnies confondues), élit des députés à un Parlement (le Sfatul Țării), qui déclare l’autonomie, puis l’indépendance de la Bessarabie sous le nom de République démocratique moldave. La première république de Moldavie est (proclamée le 27 octobre 1917 et est officiellement indépendante le 14 décembre 1917).
La mission française Berthelot et des éléments de la 11e division roumaine sont appelés pour défendre l’indépendance contre les armées russes débandées, « blanches » ou « rouges » et contre les nombreux déserteurs qui se livraient au pillage. En mars 1918, face aux attaques des bolcheviks de la république soviétique d'Odessa qui revendique et tente d'envahir le pays, le Parlement moldave (Sfatul Țării), décide la réunion du pays au royaume de Roumanie par 86 voix contre 3 et 36 abstentions et l'union sera officielle le 9 avril 1918.
L’union permet au royaume de Roumanie de sortir de sa défaite agrandi, mais ruiné.
Le royaume de Roumanie reçoit, toutefois, l'aide logistique de l'Entente, et notamment de la France, par l'entremise de la mission Berthelot, et, le 31 octobre 1918, il dénonce le traité et repart en guerre contre les Empires centraux, bénéficiant finalement de la victoire des Alliés.
Au printemps 1919, les Bolcheviks russes à l'est et le gouvernement communiste hongrois de Béla Kun à l'ouest, engagent les hostilités contre la Roumanie. Soutenues et encadrées par la mission Berthelot, les troupes roumaines, malgré quelques mutineries, repoussent les bolchéviks en Ukraine et pénètrent en Hongrie, où elles occupent bientôt Budapest, entraînant la fin du régime de Béla Kun.
La défaite des Empires centraux et l'effondrement de l'Empire russe permettent aux roumanophones de Transylvanie (incorporée en 1867 à l’Autriche-Hongrie), de Bessarabie, c’est-à-dire la Moldavie orientale et son littoral annexée par les russes en 1812 (traité de Bucarest), de Bucovine, c’est-à-dire le Nord Ouest de la Moldavie annexée par les austro-hongrois en 1775 et renommé ainsi, et de la moitié orientale du Banat de proclamer en 1918 leur union avec la Roumanie, union qui sera reconnue par les traités de Saint-Germain-en-Laye en 1919 et de Trianon en 1920 : c'est la « Grande Roumanie », dont la population est de 18 millions d'habitants (dont 14,5 millions de Roumains) contre 8 millions pour le « Royaume » d'avant-guerre.
La Roumanie se dote en 1921 de l'Agence Rador et votera très rapidement, de 1921 à 1923, de nombreuses réformes (vote des femmes, naturalisation des Roms et des réfugiés juifs, partage des grandes propriétés).
En juin 1941, la Roumanie, cette fois dirigée par Ion Antonescu, le « Pétain roumain », attaque l’URSS aux côtés de l’Axe (opération Barbarossa) et récupère le territoire : déportation de 140 000 Juifs (210 000 autres fuient vers l’URSS : la plupart seront rattrapés par la Wehrmacht ou l’armée roumaine et tués en Ukraine) et de certains Roms.
Entre mars et août 1944, l’URSS récupère à son tour le territoire : déportation de septembre 1944 à mai 1945 de 120 000 roumanophones accusés d’avoir servi la Roumanie.
La Roumanie est obligée de céder la Moldavie orientale (la Bessarabie) et la Bucovine du Nord et le raion de Herța à l'URSS.
La Bessarabie formera la RSS de Moldavie et la Bucovine du nord et le raion de Herța sont incorporée à la RSS d’Ukraine soviétique. Ensuite une partie de la Bessarabie du Nord et la Bessarabie du Sud ou méridionale (le Boudjak) sont aussi incorporés à l'Ukraine soviétique.
Les deux tiers de la Bessarabie et une parcelle de territoire ukrainien (appelée par les Roumains « Transnistrie » moins grande que la région de Transnistrie) forment alors la République socialiste soviétique moldave.
Après la Deuxième Guerre mondiale l'URSS va procéder ensuite à une russification de la République socialiste soviétique moldave beaucoup plus intense que celle due à l'Empire russe, par la déportation de centaines de milliers de Moldaves vers la Sibérie et l'installation à leur place de populations russes et ukrainiennes). Entre 1944 et 1948 - 250.000 Moldaves ont été déportés. La Bessarabie sera pour l'URSS ce qu'elle avait été pour l'Empire russe : un grenier agricole. Entre 1946 et 1947 - 300.000 personnes sont mortes à la suite de la famine provoquée par les troupes soviétiques. le 6 juillet 1949 commence la troisième vague de déportations : 11.324 familles sont déplacées de force (environ 40.850 personnes).
Aucun projet important de modernisation n'est entrepris par les Soviétiques sur la rive droite du Dniestr, et les industries sont concentrées sur la rive gauche qui fait sécession lors de l'indépendance, de telle sorte que, après l'indépendance et être devenue en août 1991 la république de Moldavie 1991, la république de Moldavie est le plus pauvre pays de l'Europe, contrairement à la partie de la Moldavie qui se trouve en Roumanie.
Après l'indépendance, un référendum pour unifier la république de Moldavie avec la Roumanie donne le « non » gagnant, car la Russie (fournisseur énergétique) menace de couper le gaz et l'électricité (« Journées noires ») et suscite des sécessions armées chez les russophones et les Gagaouzes (« Journées rouges » : guerre civile de 1992).
Aujourd'hui la partie orientale de la Moldavie historique se trouve sur le territoire d'un État indépendant, la république de Moldavie, tandis que la partie occidentale appartient à la Roumanie. Sa partie septentrionale, la Bucovine, est partagée entre la Roumanie et l'Ukraine au nord et sa région littorale proche de la mer Noire ainsi que la Bessarabie du Nord et le raion de Herța sont en Ukraine.
La Roumanie a promis de donner la nationalité roumaine à toutes personnes prouvant que leurs parents ou grands-parents étaient citoyens roumains avant 1940 (mais les bureaux sont surchargés et la procédure très lente).
La plupart des partis politiques de Roumanie sont favorables à une unification avec la Moldavie à tout moment, à condition que la république de Moldavie en prenne l'initiative. Mais cela ne risque pas d'arriver, car l'hémorragie continue des romanophones vers la Roumanie et l'Italie, jointe au fait que depuis l'époque soviétique, les russophones sont majoritaires dans les instances dirigeantes de l'économie et de la politique, a fait de la république de Moldavie ce qu'Alain Ruzé a appelé un oblast russe à majorité romanophone aux portes de l'Europe.